# Ladění Rusic
Ladění Rusic je kreslený cyklus výtvarníka Václava Roháče, reflektující stinné i veselé stránky novodobých českých dějin.
Roháčovy obrazy zachycují dění v letech 1948 až 1989, kdy v zemi vládli komunisté. Při tvorbě tohoto retro cyklu se Roháč opřel o výtvarný rukopis Josefa Lady, a dal tak vzniknout svérázným ladovským variacím. Zachovává však charakteristické rysy vlastní tvorby, nepřehlédnutelná je především jeho záliba v historických vozech a technice vůbec. Všechny zpodobněné automobily jsou autentické a do nejmenších podrobností odpovídají realitě. Tematicky se cyklus obrací nejen ke klíčovým událostem čtyřicetiletí komunistické vlády, k nimž patří únorový puč v roce 1948, okupace v srpnu 1968 nebo listopadová revoluce 1989, ale také k běžnému životu kolektivizované vesnice. Pojmenování této fiktivní vsi Rusice odkazuje k Ladovým Hrusicím, ovšem i k období normalizačního bezčasí, udržovaného pod hlavněmi ruských tanků. Ohlížení do minulosti Roháč pojal jako ladění v toku času. Na mnohé události pohlíží očima tehdejšího dítěte, proto jsou jeho obrazy spíš lehce poetické než kritické.